# Edward Natan Frenk

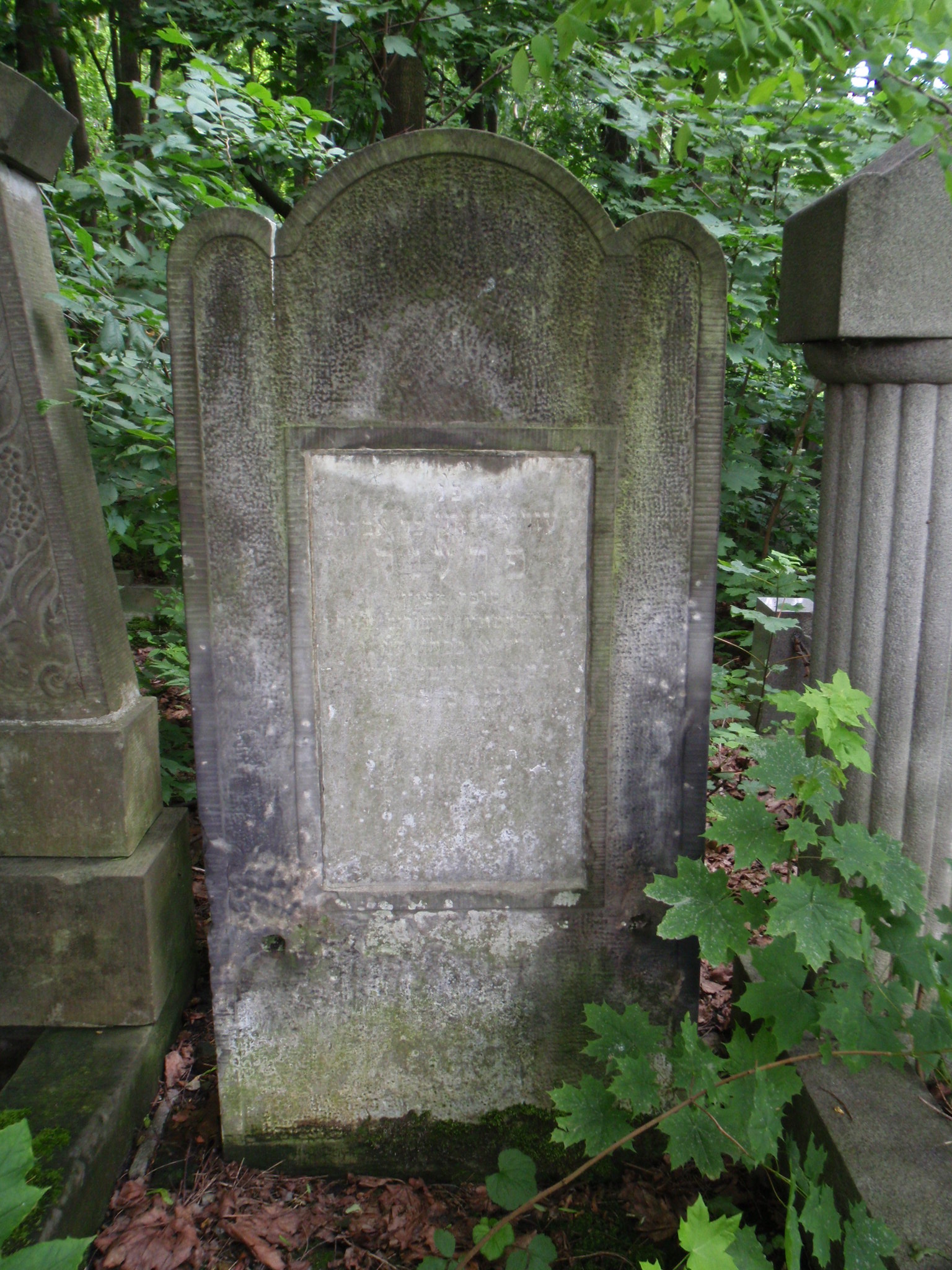
Grób Edwarda Natana Frenka na cmentarzu żydowskim w Warszawie

Edward Natan Frenk, także Azriel Natan Frenk (hebr. עזריאל נתן פרענק; ur. 23 listopada 1862 w Wodzisławiu, zm. 1 lutego 1924 w Warszawie) – polski historyk, publicysta i tłumacz żydowskiego pochodzenia, współpracujący z pismami polskimi i hebrajskimi (Ha-Eszkol i Ha-Cefira).
Uważany za jednego z prekursorów literatury i publicystyki jidyszowej i hebrajskojęzycznej w Warszawie. Publikował pod pseudonimami: Paneach, Panejach, Natan.
Pochowany jest na cmentarzu żydowskim przy ulicy Okopowej w Warszawie (kwatera 44, rząd 1).

## Życiorys
Pochodził z zamożnej, religijnej rodziny kupieckiej z Wodzisławia pod Kielcami. Został wychowany w tradycji chasydzkiej – wpływy te są widoczne w jego twórczości literackiej i zainteresowaniach badawczych. Jest on autorem zbiorów chasydzkich legend i opracowań naukowych, powieści o polskich chasydach Mi-chajej ha-chasidim be-Polin z 1896, a także tłumaczenia księgi Zohar. W latach 80. XIX wieku osiadł w Warszawie, gdzie rozpoczął działalność pisarską, wpisując się niejako w nurt Haskali. Od 1884 r. publikował w pismach żydowskich, polskich, niemieckich i rosyjskich, m.in. w Warszawer Jidiszer Familien Kalendar, który był pierwszym ważnym żydowskim periodykiem o literackim ukierunkowaniu, oprócz tego w hebrajskojęzycznych Ha-Boker, Ha-Eszkol, Ha-Sziloach, Ha-Zman i Ha-Cefira – tygodniku adresowanym do ortodoksyjnych Żydów (w którym od 1911 do końca I wojny światowej pełnił funkcję redaktora) a także Ha-Melic, tygodniku wydawanym w Cesarstwie Rosyjskim. Artykuły Frenka pojawiały się także w jidysz w Der „Jud”, Der „Moment”, Hajnt oraz w słynnym niemieckojęzycznym Die Welt.
Jako historyka interesowały go głównie nowożytność i współczesność. Jest on autorem dzieł dotyczących m.in. życia Żydów w Polsce i na Litwie w XVII i XVIII wieku, historii Żydów w Polsce czy tzw. „pogromu alfonsów” z 1905, dzieła wydanego zaledwie 3 lata po zajściu opisywanych wydarzeń, oraz licznych tłumaczeń dzieł literatury polskiej.

## Wybrane publikacje
- 1924: Rodzina Dawidsohnów
- 1923-24 Mi-chajej ha-chasidim be-Polin,

Meszumodim in Pojln in najncntn jorhundert
- 1923: Neofici w Polsce w XIX wieku
- 1923: Wybór legend chasydzkich dla młodzieży
- 1921: Mieszczanie i Żydzi w Polsce
- 1914: Miwchar agadot ha-chasidim,

Wnutriennyj byt Jewrejew w Polsze i Litwie w XVII i XVIII w.
- 1912: Żydzi polscy w czasach wojen napoleońskich (Jehude Polin bi-jeme milchamot Napoleon)
- 1908: Der alfonsen pogrom in Warsza
- 1907: Historia Żydów w Polsce (Di geszichte fon Jidn in Polin)
- 1904: Młodość Izaaka Meira, rabina z Góry Kalwarii (Icchak Meir be-jadulto)
- 1887: Le-korot ha-chazaka
- 1886: Ha-ironim we-ha-Jehudim be Polin

Przełożył na język jidysz: Faraona Bolesława Prusa i Mirtalę Elizy Orzeszkowej oraz na hebrajski Ogniem i mieczem i Potop Henryka Sienkiewicza.